# روبریک
روبریک (به انگلیسی: Rubric) به مجموعه‌ای از سیستم‌های امتیازدهی و نمره‌دهی در سامانه‌های آموزشی گفته می‌شود که مطابق با معیارها و استانداردهای مشخص برای ارزیابی کیفی به کار می‌روند.